# Torralba del Moral
Torralba del Moral es una localidad española perteneciente al municipio soriano de Medinaceli, en la comunidad autónoma de Castilla y León. Pueblo de la comarca de Arcos de Jalón y del partido judicial de Almazán.

## Comunicaciones
Cuenta con la estación de Torralba del ferrocarril Torralba-Soria. En 1904 se inauguró el primer edificio de viajeros de Torralba, lo que comenzaría a posibilitar los transbordos con la línea Madrid-Zaragoza. 

«...Pero la alegría con la que se acogió en un primer momento al ferrocarril, se esfumó pronto debido a que en Torralba no existía edificio para cobijar a los viajeros, y por ese motivo no efectuaban parada los trenes de la línea Madrid–Zaragoza El trayecto se convirtió en un viaje a ninguna parte, puesto que tampoco existían caminos alternativos para comunicar Torralba con Medinaceli o Alcuneza...»

## Historia
A la caída del Antiguo Régimen la localidad se constituye en municipio constitucional, conocido entonces como Torralba de Medina, en la región de Castilla la Vieja, que en el censo de 1842 contaba con 12 hogares y 51 vecinos. Hacia mediados del siglo XIX, el lugar tenía unas 14 casas. La localidad aparece descrita en el decimoquinto volumen del Diccionario geográfico-estadístico-histórico de España y sus posesiones de Ultramar de Pascual Madoz de la siguiente manera:

TORRALBA: l. con ayunt. en la prov. de Soria (11 leg.), part. jud. de Medinaceli (2) , aud. terr. y c. g. de Burgos (33 1/2), dióc. de Sigüenza (3). sit. en un barranco al pie de un cerrillo, y combatido principalmente por los vientos del S.; goza de clima sano. Tiene 14 casas y una iglesia (Ntra. Sra. del Rosario) aneja de la de Ambrona. Confina el térm. con los de Bujarrabat, Fuencaliente, Horna y Ambrona; dentro de él se encuentra una fuente de finas aguas que provee á las necesidades del vecindario: el terreno, que participa de quebrado y llano, es de regular calidad; comprende un monte poblado de encina y chaparro, y como 3,260 fan. de prados y pastos naturales. caminos: los que dirigen á los pueblos limítrofes. correo: se recibe y despacha en la cab. del part. prod.: trigo, cebada, centeno, avena, patatas, legumbres, leñas de combustible y buenos pastos, con los que se mantiene ganado lanar, y el vacuno y mular necesario para la agricultura; hay caza de conejos, perdices y liebres. ind.: la agrícola y recriacion de ganados. comercio: esportacion del sobrante de frutos, ganado y lana é importacion de los art. que faltan. pobl.: 12 vec., 51 alm. cap. imp.: 13,435 rs. 18 mrs.
(Madoz, 1849, p. 199)

A mediados del siglo XIX este municipio desaparece porque se integra en el municipio de Fuencaliente de Medina.

## Demografía
En el año 1981 contaba con 84 habitantes, concentrados en el núcleo principal, pasando a 53 en 2012.

## Fiestas
El pueblo de Torralba del Moral realiza sus fiestas patronales el penúltimo fin de semana del mes de agosto.
Recientemente antiguos habitantes de Torralba del Moral, la mayoría ya no residentes, realizaron el 19 de mayo de 2009 la "I Reunión Nostálgica Torralba del Moral", donde se reunieron todos aquellos habitantes que antaño poblaron este pueblo.